# Salīmpur
Salīmpur är en ort i Indien.   Den ligger i distriktet Deoria och delstaten Uttar Pradesh, i den nordöstra delen av landet, 700 km öster om huvudstaden New Delhi. Salīmpur ligger 74 meter över havet och antalet invånare är 16 906.
Terrängen runt Salīmpur är mycket platt. Runt Salīmpur är det mycket tätbefolkat, med 1 095 invånare per kvadratkilometer. Närmaste större samhälle är Lar, 11,4 km söder om Salīmpur. Trakten runt Salīmpur består till största delen av jordbruksmark.